# 阿爾塔蒙特斯普林斯
阿尔塔蒙特斯普林斯（英語：Altamonte Springs），是美国佛罗里达州塞米諾爾縣下属的一座城市。建立于1920年。面积约为24.4平方公里（约合9.5平方英里）。根据2010年美国人口普查，该市有人口41,496人。论人口在本州排行第61。